# Sénat (Argentine)
Pour les autres articles nationaux ou selon les autres juridictions, voir Sénat.
Législature 2023-2025
Palais du Congrès de la Nation argentine
Le Sénat (en espagnol : Senado), officiellement l'Honorable Sénat de la Nation argentine (en espagnol : Honorable Senado de la Nación Argentina), est la chambre haute du Congrès de la Nation argentine, qu'elle compose avec la Chambre des députés. 
Le Sénat a pour fonction spécifique la représentation des provinces. Son siège se situe à Buenos Aires, la capitale du pays, au Palais du Congrès de la Nation argentine.

## Système électoral
Le Sénat est doté de 72 sièges pourvus pour des mandats de six ans, renouvelables par tiers tous les deux ans dans des circonscriptions électorales plurinominales correspondant aux vingt-trois provinces de l'Argentine plus Buenos Aires, selon une version modifiée du scrutin majoritaire à un tour. Dans ces vingt-quatre circonscriptions de trois sièges chacune, deux sièges sont attribués à la liste arrivant en tête, et le troisième à celle arrivée deuxième. Le sénat étant renouvelé par tiers, le scrutin n'a lieu que dans un tiers des circonscriptions à chaque scrutin.
Le vice-président de la Nation est de droit président du Sénat. Il préside les débats mais ne prend pas part aux votes, sauf en cas d'égalité des voix. 
Les conditions d'éligibilité au mandat de sénateur sont les suivantes : 
- être âgé de 30 ans au moins ;
- être né en Argentine ou avoir la citoyenneté argentine depuis au moins 6 ans ;
- être originaire de la province ou y résider depuis au moins deux ans ;
- ne pas appartenir au clergé, ni être gouverneur provincial.

## Présidence
- Présidente : Victoria Villarruel
- Président provisoire :  Bartolomé Abdala
- Chef du bloc majoritaire :
- Chef du bloc minoritaire: José Mayans

## Féminisation
Le suffrage féminin est adopté en 1949 en Argentine. En 1952, pour la première fois, 22 femmes deviennent parlementaires (à la Chambre des députés et au Sénat)[réf. nécessaire].